# Класа (вестник)
Класа е български вестник в София, независим всекидневник, издаван съвместно с „Financial Times“.
Вестникът отразява обективно икономическите, политическите и финансовите новини от България и света. Месечният му тираж през 2008 година е около 5000 бр.

## История
Вестникът е основан през септември 2007 година. Главен редактор става Валери Найденов, който в началото на 2008 година подава оставка. След него поста заема Неда Попова.
На 7 септември 2010 година вестникът спира да излиза поради финансови затруднения и преминава в онлайн вариант.